# Reacción de Allan-Robinson
La reacción de Allan-Robinson es una reacción orgánica que consiste en tratar o-hidroxiaril cetonas con anhídridos aromáticos para formar flavonas (o isoflavonas).
Cabe mencionar que si el anhídrido es alifático, se producirá una cumarina. (Véase Acilación de Kostanecki)